# 上樑記牌
上樑記牌，日本稱棟札，是東亞建築在舉行「上梁」（或稱上梁式、上梁儀式、上樑式、上樑儀式、上棟式、上棟儀式、上棟祭）時會放置在屋內高處的牌子，上面有工程名稱與上樑時間、業主、設計者等與建築相關的資訊。中國、朝鮮半島的上樑記牌上的上樑文有六合方位祝禱，日本的棟札上面會寫神官請來庇佑的神明名諱。常見的上樑文有木製、銅製板子或石製碑刻，碑刻又稱為上樑文碑；而也有直接寫在建材上的情形，這種時候又稱為「樑上銘」。
上樑記牌所記載的資訊有時也會有誤記的情況，但由於是該建物與當地歷史及文化相關的第一手重要史料，有很多都被指定為日本文化財。而日本最古老的棟札，是岩手縣中尊寺據說為保安三年（1122年）的棟札。